# روضة الخرارة
روضة الخرارة منتزه شتوي، وبحيرة حولية، تقع بالقرب من محافظة المزاحمية غرب الرياض 35 كم على طريق مكة المكرمة.